# II Приморский уезд
II Приморский уезд (II Приморский округ) — административно-территориальная единица Букеевской губернии (с 1920 года — в составе Киргизской АССР), существовавшая в 1919—1922 годах.
II Приморский уезд, не имевший административного центра, был образован в 1919 году. В 1920 включал 13 кочевых волостей, имевших номера (с 1 по 13) вместо названий.
В январе 1921 года вместо 16 волостей было создано 7 (все кочевые):
- Актюбинская
- Жиделинская
- Когарнинская
- Куркубинская
- Майлинская
- Сасык-Тауская
- Уш-Черкетовская

В июле 1921 года ко II Приморскому уезду была присоединена территория упразднённой Волго-Каспийской Киргизии. На этой территории были образованы 4 кочевых волости: Ганюшкинская, Николаевская, Сафоновская и Синеморская.
6 мая 1922 года II Приморский уезд был упразднён. Его территория отошла к Денгизскому уезду.